# Sierich

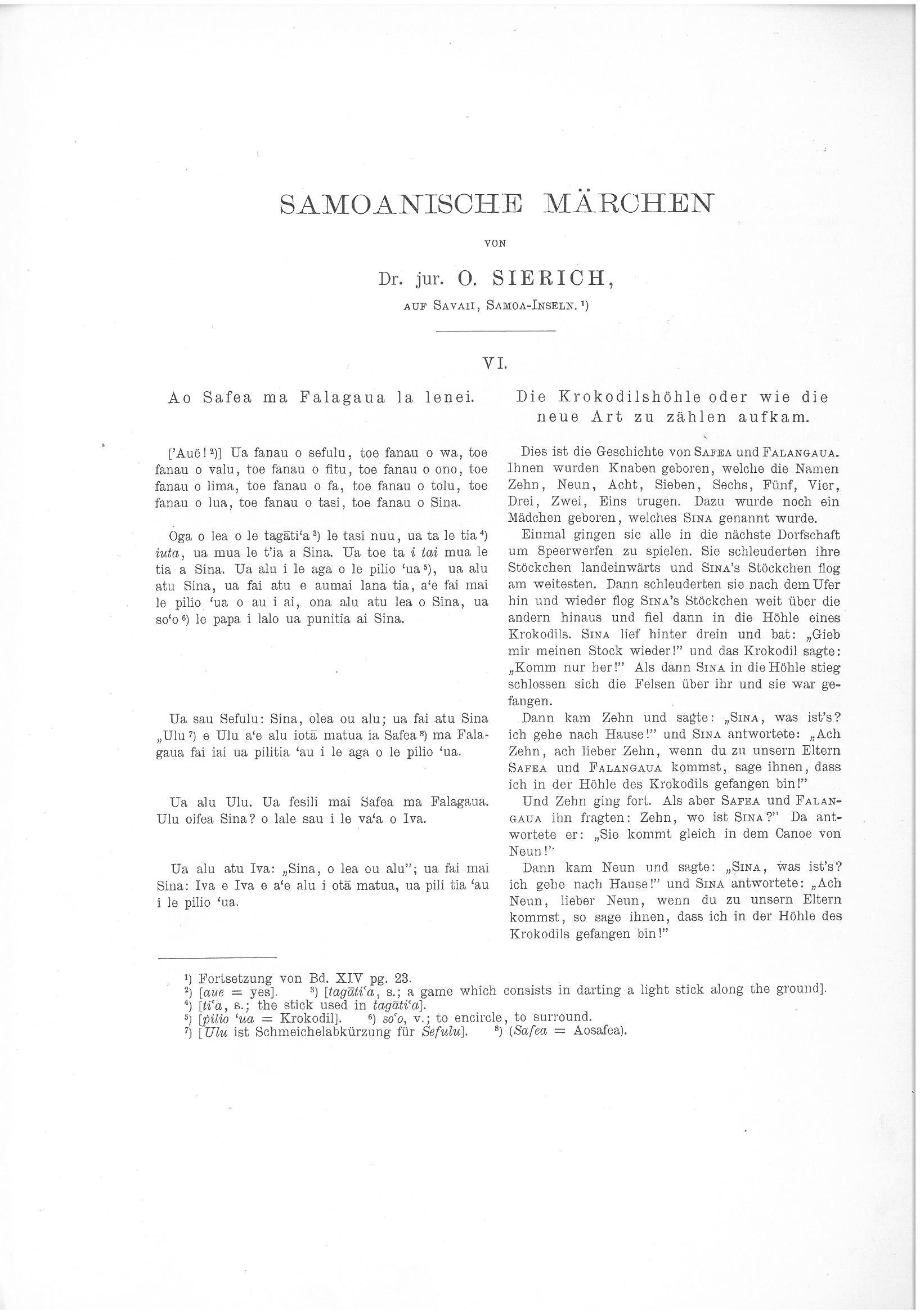

Sierich (de la voz alemana "ŚîŘiĵ". Sir: señor rich: opulento).
Apellido originario de Alemania compuesto por tres linajes de familias acomodadas de la antigua nobleza Uradel y sus subgrupos. 
Historia
Después de las migraciones germánicas (siglo III - VII d. C.) y consecuentemente su desplazamiento por toda Europa y Asia, las familias del antiguo territorio germánico se fraccionaron en grupos para distinguir la nobleza del clero. De esta manera se distinguen varios apellidos en la Heráldica Alemana después del siglo XII. 
Sierich lleva orígenes en la genealogía como uno de los primeros grupos en la nobleza antigua. Al igual que Briefadel los prefijos que indicaban títulos nobiliarios como Der; Von: Un; Zu; Zum son la deformación que han sufrido documentos primos de la historia. Dado que varios archivos públicos han sido destruidos por guerras y desastres político-culturales, es difícil llegar a la fuente de todos los apellidos que derivan de la N.A. (Weimar, 1919).
Es altamente importante notar que pese a que el gobierno federal alemán no reconoce en sí estatus nobles o reales, los miembros de anteriores casas reales, principescas o nobles de ascendencia alemana usan sus títulos de forma que el gobierno alemán los considera incorporados a sus nombres. Como cortesía y para facilidad de uso, los miembros femeninos de esas familias usan la versión feminizada del nombre dinástico. Actualmente no existe sistema de clases monárquico en Alemania, Austria o las naciones que alguna vez formaron parte de los imperios Habsburgo o Hohenzollern.
De las ramificaciones de Sierich se obtuvieron los sufijos Son y Nach.
- Datos: Q48781438
- Multimedia: Sierich (surname) / Q48781438